# Казанський Олександр Павлович
Олекса́ндр Па́влович Каза́нський (1859, Москва, Російська імперія — після 1918) — філософ, професор, директор Одеських вищих жіночих курсів

## Біографія
Олександр Павлович Казанський народився у 1859 році в Москві.
В 1877 році закінчив із золотою медаллю гімназичні класи Лазаревського інституту східних мов у Москві, а у 1881 році — історико-філологічний факультет Московського університету зі ступенем кандидата.
В 1888 році залишений при Московському університеті для підготовки до професорського звання по кафедрі філософії. В 1885 році склав іспит на ступінь магістра філософії. В листопаді 1886 року обійняв посаду приват-доцента Новоросійського університету.
У 1892 році захистив магістерську дисертацію «Вчення Аристотеля про значення досліду при пізнанні». З 1908 року виконував обов'язки екстраординарного професора, потім займав посаду ординарного професора кафедри філософії, з 1912 року — заслуженого професора. В університеті читав курси давньогрецької і середньовічної філософії, філософії нового часу, логіки, психології.
З 1906 року був деканом історико-філологічного факультету Одеських вищих жіночих курсів (ОВЖК). В 1911—1913 роках  очолював ОВЖК.
В 1914 році вибув зі складу Новоросійського університету в зв'язку з переїздом до Москви, де перебував на викладацькій роботі. У 1918 році вийшов у відставку.
Помер О. П. Казанський в Москві.

## Праці
- Учение Аристотеля о значении опыта при познании. — Одесса: Экономическая типография, 1891. — 430 с.
- Философия Ч. Гамильтона: Очерк по истории английской философии нового времени// Записки  Императорского Новороссийского университета. — 1908. — Т. 3. — С. 1 — 125.

## Родина
Син: Борис Олександрович Казанський (25.04. 1891 — 5.04.1973) — хімік; академік АН СРСР, директор Інституту органічної хімії; професор, завідувач кафедри  Московського державного університету ім. М. В. Ломоносова; Герой Соціалістичної Праці. (http://esu.com.ua/search_articles.php?id=12169 [Архівовано 3 вересня 2017 у Wayback Machine.])